# Tú y yo (canção)
"Tú y yo" é o single de estreia da cantora e atriz mexicana Maite Perroni. Foi composto pela artista junto com Christopher Manhey e Koko Stambuk, sendo este último responsável também pela sua produção. A Warner Music lançou a faixa digitamente em 17 de junho de 2013 como o primeiro single do álbum de estreia de Perroni, Eclipse de luna (2013). Musicalmente, é uma canção de bachata e pop latino, com influências de vallenato, enquanto as suas letras são uma narração feminina sobre alguém que deseja reatar o relacionamento amoroso com a intérprete, que demonstra não querer tal fato.
No quêsito comercial, "Tú y yo" obteve êxito, alcançando o primeiro lugar na Costa Rica, o quarto em uma parada compilada pela Billboard para o México e o número 21 da Latin Pop Airplay dos Estados Unidos, também da Billboard. A recepção crítica para com a canção foi polarizada, com elogios à sonoridade latina, mas a produção foi criticada por se destacar mais que a voz da intérprete. Perroni promoveu "Tú y yo" em várias ocasiões em 2013, incluindo uma apresentação na edição daquele ano dos Premios Juventud, bem como participações nos programas brasileiros Domingo Legal e Programa Raul Gil. Além disso, a canção foi incluída no repertório da Eclipse de Luna Tour (2014–2015), primeira turnê mundial da artista.
O videoclipe de "Tú y yo" foi filmado na cidade de Nova Iorque sob a direção de Stambuk. Foi primeiramente divulgado em 12 de junho de 2013 pela marca de produtos capilares Pantene, sendo publicado no canal de Perroni no YouTube em 16 do mesmo mês. O material exibe a cantora passeando e dançando pela cidade, enquanto encontra um parceiro, além de cenas de Perroni dançando junto ao rapaz em um casarão escuro. A mídia elogiou a natureza dançante e sensual do vídeo, que foi indicado como Vídeo do Ano nos Premios People en Español de 2013.

## Antecedentes e lançamento
Com o fim das atividades do grupo musical RBD em 2008, Maite Perroni se focou na área da atuação, principalmente de telenovelas. Apesar disso, ela gravou alguns temas musicais para integrar esses projetos, incluindo "Te daré mi corazón", que foi lançada como single promocional em agosto de 2012. O lançamento da faixa marcou o seu primeiro lançamento com a Warner Music, com a qual assinou ainda naquele ano, além de gerar rumores quanto a um possível álbum de Perroni. Em novembro do mesmo ano, a artista declarou que, após quatro anos de dedidação à atuação, estava disposta a se concentrar novamente na música e que isso a definiria em uma nova etapa artística. Ela se mudou em fevereiro de 2013 para a cidade de Nova Iorque, com o objetivo de estudar música e preparar um projeto nesse ramo. Também anunciou que o cantor chileno Koko Stambuk seria o encarregado da produção de seu primeiro álbum em carreira solo.
Em 17 de junho de 2013, por meio de um Hangout via Google+, Perroni divulgou o vídeo lírico de "Tú y yo", que em seguida foi disponibilizado em seu canal no Youtube. Servindo ao mesmo tempo como o primeiro single do álbum de estreia e single de estreia solo de Perroni, "Tú y yo" foi lançada digitalmente pela Warner no mesmo dia em que foi divulgada.

## Composição e recepção
"Tú y yo" é uma canção de pop latino e bachata que contém influências de vallenato. Escrevendo para o HuffPost, Michael Lopez notou semelhanças sonoras ao trabalho de Romeo Santos, cantor dominicano-estadunidense de bachata. Com duração de 3 minutos e 49 segundos (3:49), a faixa foi composta por Perroni, Koko Stambuk e Christopher Manhey. Stambuk também a produziu e se encarregou do arranjo musical, que inclui bateria, guitarra elétrica e acústica e baixo. Liricamente, "Tú y yo" é uma narração de uma mulher que não deseja reatar um relacionamento amoroso que fracassou.
A recepção da mídia para com "Tú y yo" não foi consensual. Lopez considerou que Perroni fez "jogada bastante ousada. Uma canção como 'Tú y yo' certamente poderia alienar o público do RBD. Mas também mostra o crescimento de Maite como artista, algo que os seus ex-companheiros de banda evitaram". Por outro lado, Miriam Rojas, da versão mexicana do portal Terra, não se impressonou com canção devido ao seu ritmo se sobressair frente a voz da intérprete, o que dificulta perceber as letras, segundo ela. No campo comercial, "Tú y yo" conquistou resultados positivos, conseguindo o primeiro lugar na Costa Rica por sete semanas consecutivas. Ao final de 2013, a Monitec divulgou que a faixa havia sido a sexta mais tocada nas rádios costarriquenses naquele ano. Nos Estados Unidos, conseguiu entrar para duas paradas da Billboard, a Latin Digital Songs e a Latin Pop Airplay, com pico nos números 25 e 21 respectivamente. No México, "Tú y yo" alcançou a nona posição na Mexico Airplay e a quarta na Mexico Espanol Airplay, ambas também publicadas pela Billboard. A obra foi indicada aos Premios People en Español de 2013 como Canção do Ano, mas perdeu para "Limbo", de Daddy Yankee.

## Apresentações ao vivo

Perroni interpretando "Tú y yo" nos Premios Juventud de 2013

A primeira apresentação ao vivo de "Tú y yo" ocorreu em 18 de julho de 2013 na décima edição dos Premios Juventud, em Miami. Na ocasião, Perroni usou roupas inspiradas em vestimentas de marinheiro e interpretou a canção na companhia de várias bailarinas, encerrando a apresentação dançando com Félix, bailarino do videoclipe de "Tú y yo". A página Hugo Gloss opinou negativamente a respeito das roupas usadas por Perroni por desvalorizarem o seu corpo, mas completou dizendo que tal fato não impediria o agrado dos fãs da artista. O mesmo aspecto foi criticado pelo público nas redes sociais, e Perroni declarou que o vestuário também não a agradou, reconhecendo que desfavorecia o seu corpo fisicamente. A segunda interpretação da canção foi em 31 de agosto, quando a artista cantou no festival organizado pela revista People en Español em 2013, ocorrido em San Antonio, Texas. A terceira vez que "Tú y yo" foi interpretada ao vivo se deu no programa brasileiro Domingo Legal em 8 de setembro. Perroni também cantou a faixa na edição costarriquense do Teleton em 7 de dezembro. Em 8 de fevereiro de 2014, foi exibida a sua participação cantando a obra no Programa Raul Gil.
"Tú y yo" foi, além disso, incluida no repertório da segunda turnê musical (e primeira a nível mundial) de Perroni, a Eclipse de Luna Tour. A cantora também cantou a faixa em concertos da Tour Love, a sua segunda turnê mundial.

## Videoclipe

### Desenvolvimento e lançamento
O videoclipe de "Tú y yo" foi dirigido por Koko Stambuk, produtor e um dos compositores da canção. O material foi filmado em Brooklyn, na cidade de Nova Iorque, com as gravações se iniciando em 24 de junho de 2013. Para a preparação das filmagens, houve no México uma semana de ensaios coreográficos e planejamento artístico do conceito e temática do vídeo. Inspirada na bachata, a coreografia presente no vídeo foi elaborada pela professora de dança Guillermina Gómez. Perroni, acompanhada do bailarino Fausto Félix, frequentou um salão em Nova Iorque para treinar antes da filmagem.
A estreia do videoclipe ocorreu em 12 de julho de 2013 na conta no Youtube da Pantene, marca de produtos capilares da qual Perroni foi representante no México. Em 16 do mesmo mês, o vídeo foi transferido para o canal da artista no Youtube.

### Sinopse e recepção
Explorando principalmente o tema da dança, o videoclipe começa com Perroni caminhando e dançando pelas ruas da cidade. Em uma das cenas, ela aparece junto a um rapaz (Fausto Félix), que é o seu interesse amoroso, tentando lhe falar algo. Consecutivamente, a cantora interpreta sozinha a coreografia em um salão de dança escuro, local onde logo após aparece o seu parceiro, e os dois dançam com roupas pretas juntos ao ritmo da música. Ao final do vídeo, Perroni empurra o bailarino para longe de si e termina indo embora sozinha.
O vídeo foi bem recebido pela mídia, que notou a maturidade da intérprete em suas cenas. Comentando pelo The Latin Times, Armando Tinoco o "lado sexy e sedutor" de Perroni no material. Ademais, Tinoco disse: "Perroni sempre mostrou um visual modesto e nunca usou a sua figura para se destacar, mas neste vídeo ela trouxe as suas melhores armas e expôs a sua versatilidade". Guilherme Tintel, do portal brasileiro It Pop, intitulou a sua matéria dizendo que no vídeo Perroni "ensina a ser sexy sem ser vulgar" e comentou que o produto final é "tipicamente mexicano" e uma "produção digna de deixar seus ex-colegas de trabalho comendo poeira", bem como um grande passo na sua carreira. O videoclipe de "Tú y yo" foi indicado aos Premios People en Español como Vídeo do Ano e, tal como a canção, perdeu para "Limbo", de Yankee.

## Créditos
Créditos de "Tú y yo" adaptados do encarte do álbum Eclipse de luna.
Gravação
- Gravada em Quad Studios, Premier Studio e Volantstudio (Nova Iorque, NI)
- Masterizada em Baker Mastering (Los Angeles, Califórnia)
- Mixada em Hand on Sound Inc Studios (Miami, Flórida)

Pessoal
| - Maite Perroni – composição - Koko Stambuk – composição, produção musical, engenharia de gravação, guitarras adicionais, vocais de apoio - Christopher Manhey – composição - Tyquan Gholso – engenharia de gravação - Pablo "Tonton" Goh – engenharia de gravação - Angelo Vasquez – engenharia de gravação - Kyrill Bozhko – assistência da engenharia de gravação - Luis Lubo – assistência da engenharia de gravação - Tom Baker – masterização | - Javier Garza – mixagem - Alejandro Abaroa – vocais de apoio - Lee Levine – bateria - Richard Bravo – percussão - Guilhermo Vadala – baixo - Rafa Payan – guitarra acústica, guitarra elétrica, guitarra de aço - Nick Danielson – cordas - Adam Fisher – cordas - Sammy Merdirian – cordas - Lev "Ljova" Zhurbin – cordas |

## Paradas musicais
| Parada musical (2013)                          | Melhor posição |
| ---------------------------------------------- | -------------- |
| Estados Unidos (Billboard Latin Pop Airplay)   | 21             |
| Estados Unidos (Billboard Latin Digital Songs) | 25             |
| México (Billboard Mexico Airplay)              | 9              |
| México (Billboard Mexico Espanol Airplay)      | 4              |

| Parada musical (2013) | Posição |
| --------------------- | ------- |
| Costa Rica (Monitec)  | 6       |